# 窪川町
窪川町（くぼかわちょう）は、高知県にあった町。2006年3月20日、大正町・十和村と合併し、四万十町となった。

## 地理

### 隣接していた市町村
- 高岡郡中土佐町・津野町・檮原町
- 幡多郡大正町・佐賀町

## 歴史
- 1889年（明治22年）4月1日 - 町村制施行により、窪川村・口神ノ川村・中神ノ川村・奥神ノ川村・檜生原村・東川津野村・西川津野村・大奈路村・根々崎村・宮内村・根元原村・神西村・大向村・若井川村・若井村・川口村・秋丸村・家地川村・野地村・仕出原村・寺野村・見付村・大井野村・西原村・金上野村・天ノ川村・峰ノ上村・高野村の区域をもって窪川村が発足。
- 1926年（大正15年）2月11日 - 窪川村が町制施行して窪川町（第1次）となる。
- 1948年（昭和23年）4月1日 - 幡多郡大正町の一部（大字折合）を編入。
- 1950年（昭和25年）3月22日 - 昭和天皇が町内に行幸（昭和天皇の戦後巡幸）。窪川中学校校庭に窪川町奉迎場を設けて天皇を迎えた[1]。
- 1955年（昭和30年）1月5日 - 東又村・興津村・松葉川村・仁井田村と合併し、改めて窪川町（第2次）が発足。
- 2006年（平成18年）3月20日 - 幡多郡大正町・十和村と合併して高岡郡四万十町が発足。同日窪川町廃止。

## 行政
- 町長: 前田哲生

## 地域

### 教育

#### 高等学校
- 高知県立窪川高等学校

#### 中学校
町立
- 窪川中学校
- 興津中学校

#### 小学校
町立
- 窪川小学校
- 仁井田小学校
- 影野小学校
- 七里小学校
- 米奥小学校
- 丸山小学校
- 若井川小学校
- 口神ノ川小学校
- 川口小学校
- 家地川小学校
- 志和小学校
- 東又小学校
- 興津小学校

## 交通

### 空港
- 最寄り空港は高知空港。

### 鉄道
- 四国旅客鉄道（JR四国）
  - 土讃線：影野駅 - 六反地駅 - 仁井田駅 - 窪川駅
  - 予土線：若井駅 - 家地川駅
- 土佐くろしお鉄道
  - 中村線：窪川駅 - 若井駅

### バス路線

#### 一般路線バス
- 高知県交通グループ
- 有限会社高南観光自動車

#### 高速バス
- しまんとブルーライナー: 京都市〜大阪市（あべの・なんば・梅田）〜窪川町

### 道路
窪川(四万十町)〜須崎市
※無料区間

#### 一般国道
- 国道56号
  - 道の駅: あぐり窪川
- 国道381号

## 名所・旧跡・観光スポット・祭事・催事

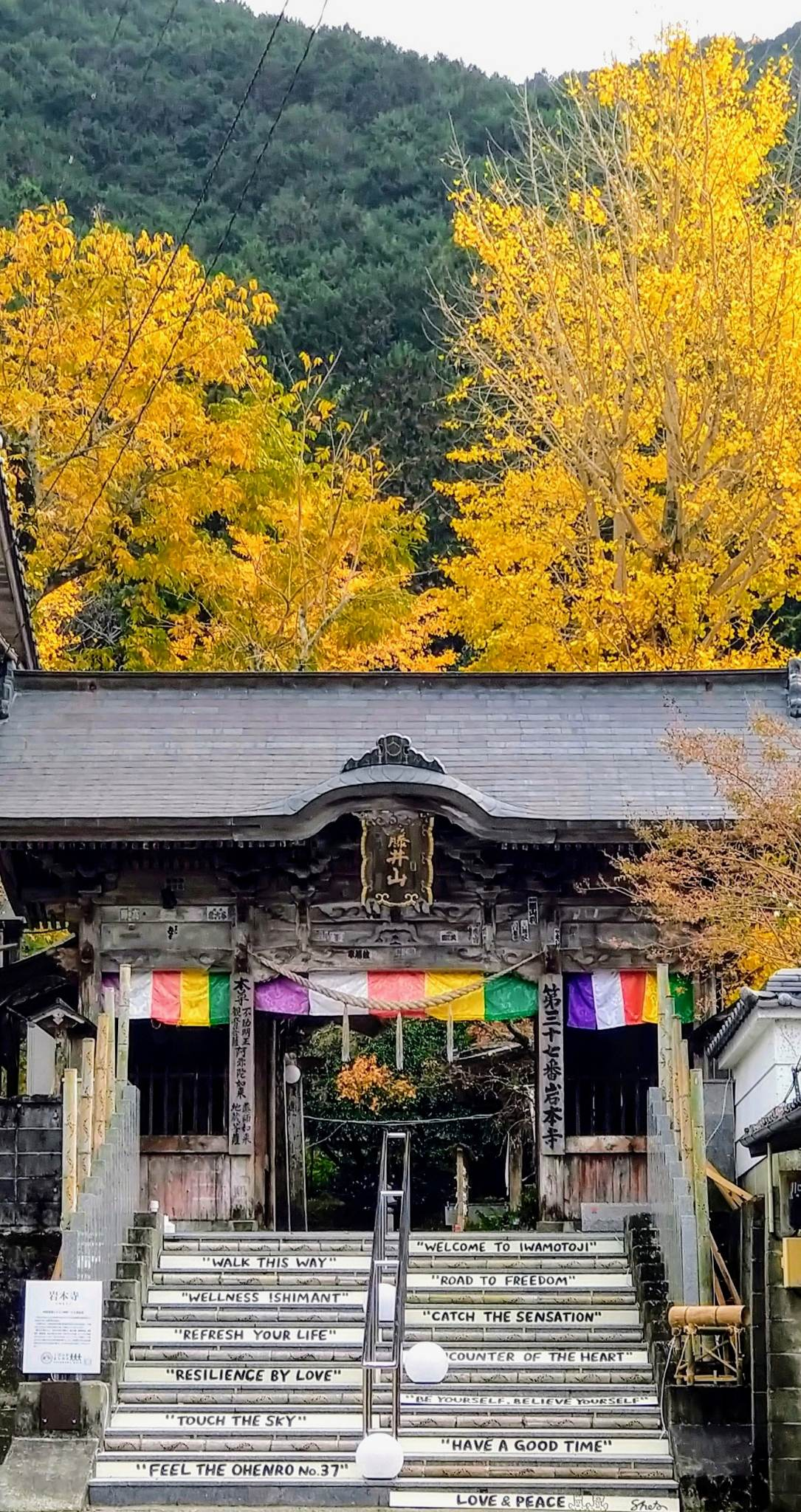
秋の岩本寺

- 藤井山岩本寺（四国八十八箇所・三十七番札所）
- 小室の浜（日本の白砂青松100選）
- 興津小室の浜海水浴場
- 興津青少年旅行村